# Profag
Profag – nieczynna postać bakteriofaga, powstająca w cyklu lizogenicznym przez włączanie DNA wirusa do materiału genetycznego zaatakowanej bakterii.
W tej postaci wirus może istnieć przez wiele pokoleń bakterii, lecz w pewnych warunkach może zostać wycięty z jej DNA i infekować inne komórki, wchodząc w cykl lityczny.